# ديك أوهارا
ديك أوهارا (بالإنجليزية: Dick O'Hara)‏ هو لاعب قذف أيرلندي، ولد في 28 مايو 1957 في Thomastown, County Kilkenny ‏ في جمهورية أيرلندا.